# ニコロズ・バシラシビリ
ニコロズ・バシラシビリ（Nikoloz Basilashvili, グルジア語: ნიკოლოზ ბასილაშვილი, 1992年2月23日 - ）は、ジョージア・トビリシ出身の男子プロテニス選手。ATPツアーではシングルスで5勝を挙げている。自己最高ランキングはシングルス16位。ダブルス148位。身長185cm、体重79kg。右利き、バックハンドストロークは両手打ち。

## 選手経歴

### ジュニア時代
5歳でテニスを始め、15歳でロシアに移住して、2007年から2011年の間にアメリカのテニスアカデミーで指導を受ける。18歳でジョージアに戻り、母国のためにテニスをする。ジュニアでの自己最高ランキングはシングルスとダブルスともに59位。ジュニアグランドスラムには出場したことはない。ITF男子サーキットでのG4 Tennis Express tournamentで優勝した以外には特に目立った成績は残していなかった。

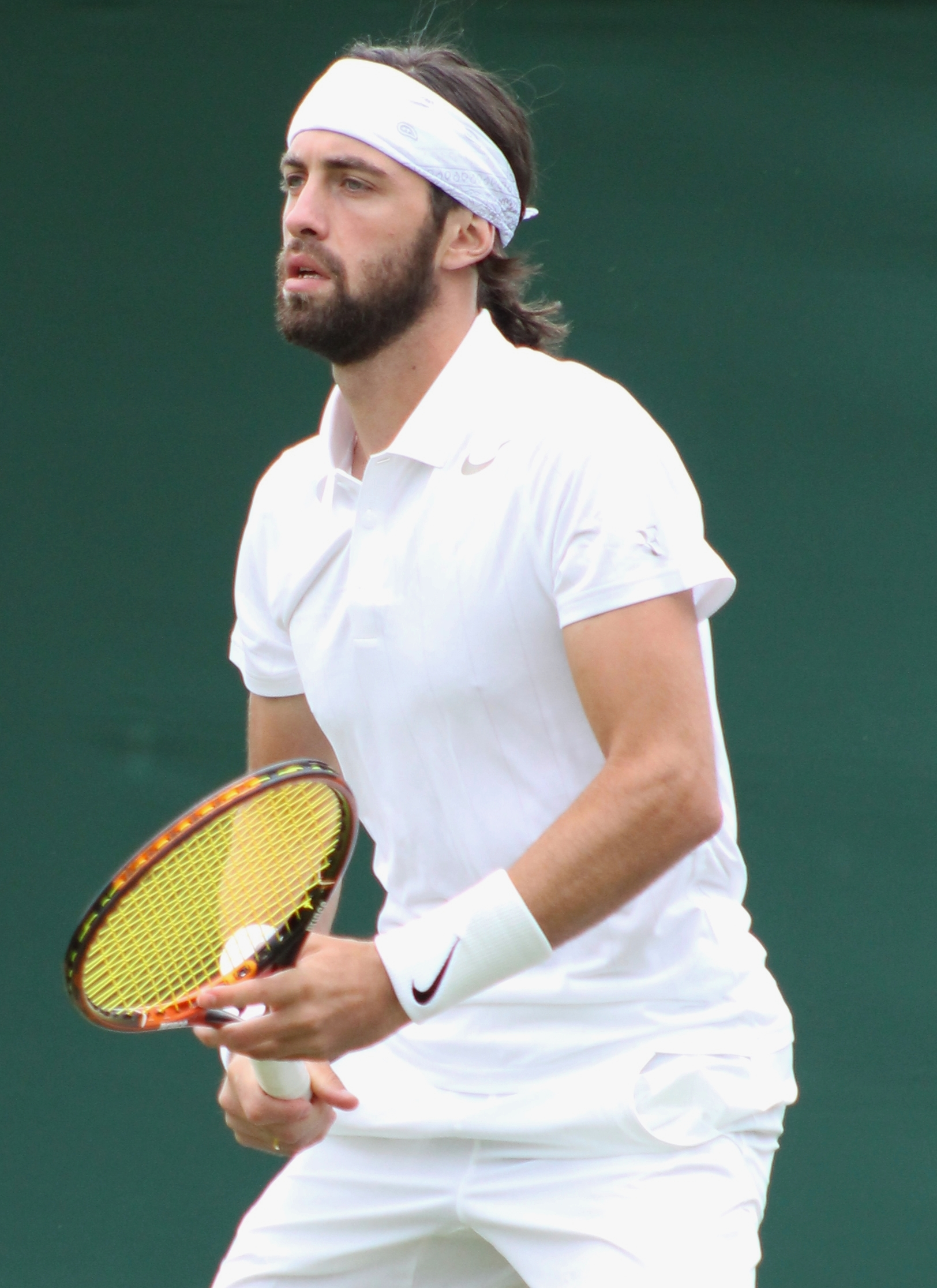
2014年ウィンブルドン選手権でのニコロズ・バシラシビリ

### 2015年 トップ100入り
2015年全仏オープン男子シングルスで予選を通過し、グランドスラム初出場を果たす。1回戦でタナシ・コキナキスに敗れた。ウィンブルドン選手権でバシラシビリは躍進する。1回戦でファクンド・バグニスに勝利し、グランドスラム初勝利を果たすと、2回戦で過去3度ウィンブルドンベスト8がある第15シードのフェリシアーノ・ロペスを7-5, 3-6, 6-3, 2-6, 6-4で破る番狂わせを起こした。3回戦で第20シードのロベルト・バウティスタ・アグートに6-7(4), 0-6, 1-6で敗れたが、7月27日付の世界ランキングで90位となり、ジョージア国籍の選手としてイラクリ・ラバーゼ以来のトップ100入りを果たした。年間最終ランキングは113位。

### 2016年 ツアー初の決勝進出

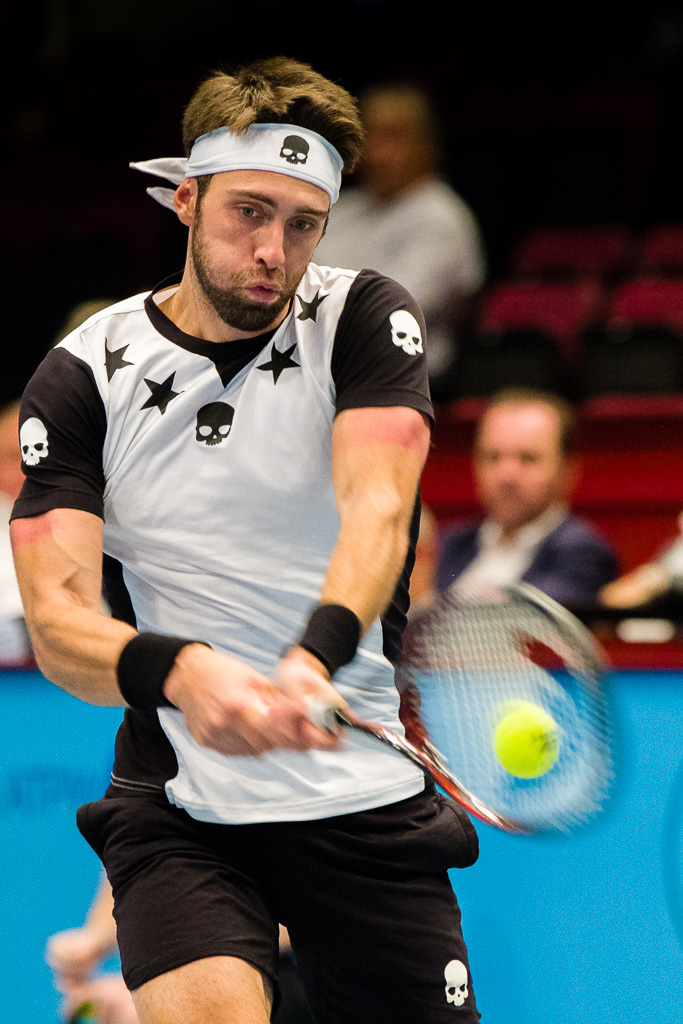
2016年エルステ・バンク・オープンでのニコロズ・バシラシビリ

7月のオーストリア・オープンでは初めてATPツアーの決勝に進出した。決勝でパオロ・ロレンツィに3-6, 4-6で敗れ、準優勝となった。10月のエルステ・バンク・オープンでは1回戦で世界ランク10位のトマーシュ・ベルディヒを6–4, 6–7(5), 7–5で破った。年間最終ランキングは94位。

### 2017年 ツアー2度目の準優勝

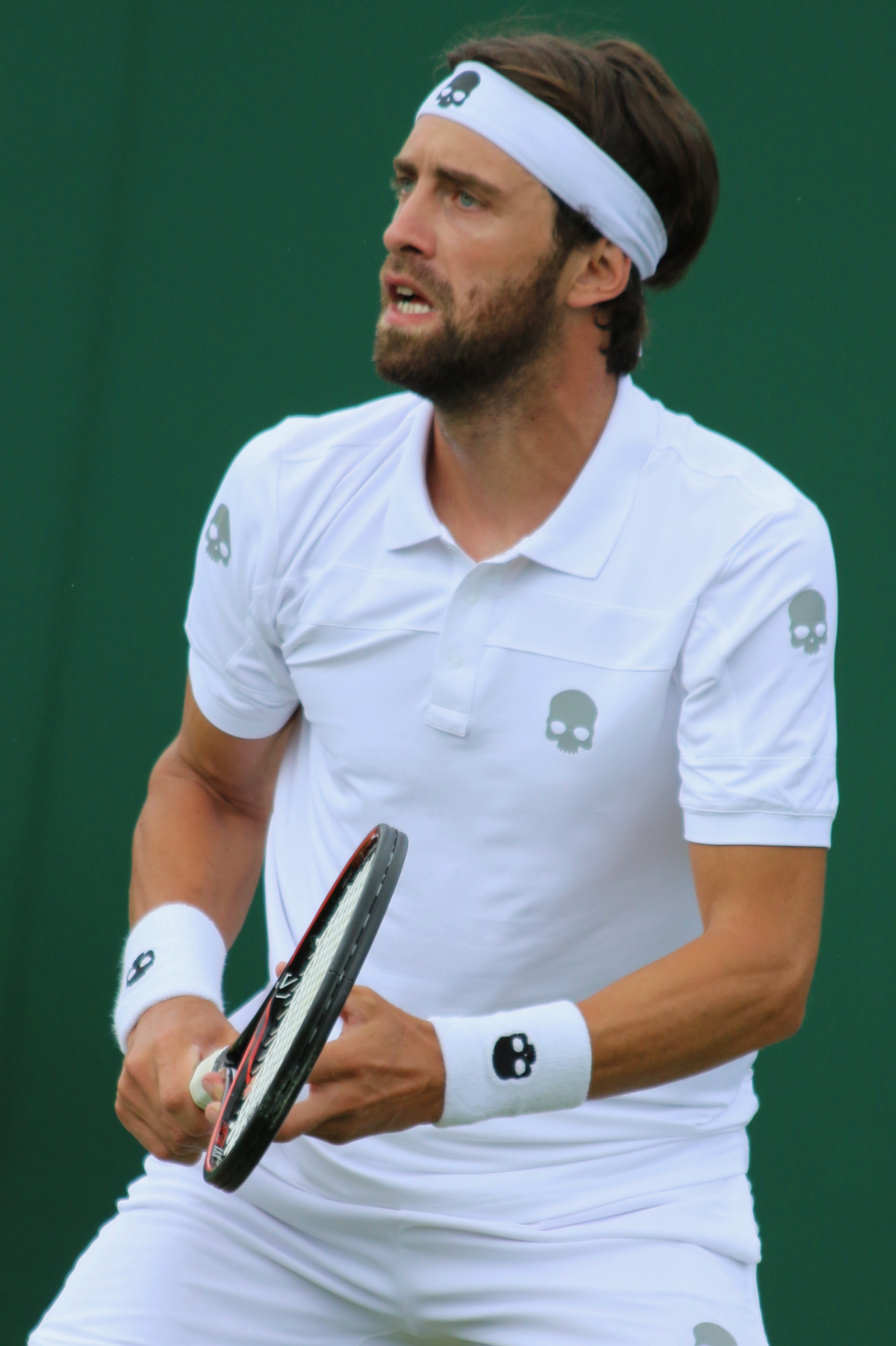
2017年ウィンブルドン選手権でのニコロズ・バシラシビリ

2月のソフィア・オープンでは2回戦で世界ランク8位のドミニク・ティームを破り、ベスト4進出。翌週のメンフィス・オープンではツアーで2度目の決勝進出を果たす。決勝でライアン・ハリソンに1-6, 4-6で敗れ、準優勝となった。年間最終ランキングは59位。

### 2018年 ツアー初優勝 トップ50入り
全豪オープンでは3回戦でカイル・エドマンドにフルセットで敗れた。BNPパリバ・オープンではテニーズ・サングレンとの試合中に棄権して初戦敗退。マイアミ・オープンでは2回戦でケビン・アンダーソンに敗退。ハサン2世グランプリやハンガリー・オープンではベスト8進出。

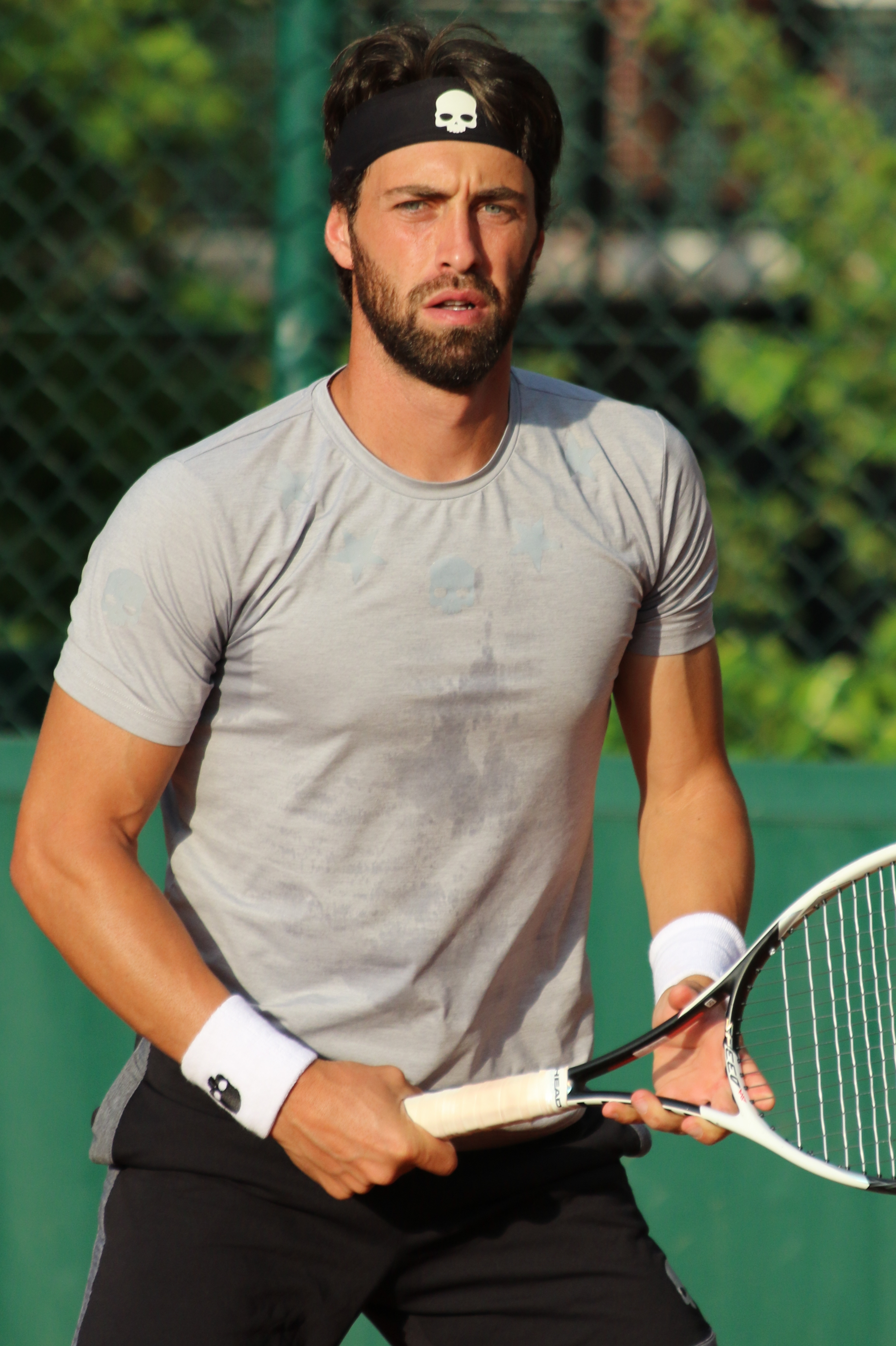
2018年全仏オープンでのニコロズ・バシラシビリ

マドリード・オープンでは予選を通過するも、ガエル・モンフィスに初戦敗退。BNLイタリア国際では2回戦でノバク・ジョコビッチに敗退。全仏オープンでは1回戦でジル・シモンに敗退。アンタルヤ・オープンではベスト8入り。ウィンブルドン選手権ではまたしてもシモンに初戦敗退。しかし、7月のドイツ国際オープンでは予選から勝ち進みツアーで3度目の決勝進出。決勝で前回優勝者のレオナルド・マイエルに6-4, 0-6, 7-5で勝利し、ツアー初優勝を果たした。
全米オープンでは2回戦で第18シードのジャック・ソックを破り、グランドスラムで初の4回戦進出。4回戦ではラファエル・ナダルに敗れた。チャイナ・オープンでは決勝で第1シードのフアン・マルティン・デル・ポトロに勝利してツアー2勝目を挙げた。年間最終ランキングは21位。

### 2019年 ツアー3勝目 トップ20入り
カタール・エクソンモービル・オープンではベスト8入り。準々決勝でノバク・ジョコビッチに敗れた。全豪オープンでは3回戦でステファノス・チチパスに敗れた。ドバイ・テニス選手権ではベスト8入り。準々決勝でボルナ・チョリッチに敗退。BNPパリバ・オープンでは初戦敗退。マイアミ・オープンでは初の4回戦進出。4回戦でフェリックス・オジェ＝アリアシムに敗退。2019年3月には自身の最高ランキング16位を記録し、ジョージア人選手史上最高ランキングを更新した。
マドリード・オープンではフランシス・ティアフォーに初戦敗退。BNLイタリア国際では3回戦でラファエル・ナダルに敗れた。2019年は5月のリヨン・オープンでジョー＝ウィルフリード・ツォンガを下してベスト4入りするも、準決勝でフェリックス・オジェ＝アリアシムに敗れた。全仏オープンでは初戦敗退。ウィンブルドン選手権では2回戦でダニエル・エバンスに敗れたが、前年優勝を果たしたドイツ国際オープンでは準決勝で第2シードのアレクサンダー・ズベレフを破り、決勝に進出。決勝ではアンドレイ・ルブレフに7-5, 4-6, 6-3で勝利して連覇を果たし、ツアー3勝目を挙げた。
ナショナル・バンク・オープンでは3回戦でアレクサンダー・ズベレフに敗れた。ウエスタン・アンド・サザン・オープンではアンドレイ・ルブレフに初戦敗退。全米オープンでは3回戦でドミニク・コプファーに敗れた。上海マスターズでは3回戦でドミニク・ティームに敗退。パリ・マスターズではラドゥ・アルボットに初戦敗退。年間最終ランキングは26位。

### 2020年 ATP杯初出場
ATPカップにジョージア代表のエースとして出場。結果はラウンドロビン敗退で終わったが、ウルグアイ戦でのパブロ・クエバスとの対戦中にクエバスが審判から「Lack of Effort」（プロらしくないプレー）により警告を受け、クエバスがその判定に納得がいかず途中棄権をしようとするも、棄権しないように説得し、試合が再開。その素晴らしいバシラシビリの対応に会場は歓喜した。
全豪オープンでは第26シードとして出場。1回戦で權順宇をフルセットで破るも、2回戦でフェルナンド・ベルダスコに敗退。そこから調子が上がらず、3月のデビスカップ2020では世界732位のエストニアの選手にストレートで敗れた。5月には元妻への暴力の嫌疑から逮捕されてしまうこともあった。本人はそれを否認している。ウエスタン・アンド・サザン・オープンではフェリックス・オジェ＝アリアシムに初戦敗退。全米オープンでは第22シードとして迎えるも、ジョン・ミルマンに1-6, 4-6, 4-6のストレートで初戦敗退。第31シードとして出場した全仏オープンでも初戦敗退。ツアー再開後からは1勝もできず、年間最終ランキングは40位。

### 2021年 マスターズ準優勝 ツアー5勝目
年始のアンタルヤ・オープンでは久しぶりの白星を挙げてベスト4進出。準決勝ではアレックス・デミノーに敗れた。全豪オープンではトミー・ポールに4-6, 6-7(0), 4-6のストレートで初戦敗退。カタール・エクソンモービル・オープンでは復帰戦だったロジャー・フェデラーを準々決勝で破り、準決勝でテイラー・フリッツを下して、約2年ぶりの決勝進出。決勝ではロベルト・バウティスタ・アグートに7-6(5), 6-2で勝利し、ツアー4勝目を挙げた。
BMWオープンでは準決勝でキャスパー・ルード、決勝でヤン＝レナード・ストルフを下して、決勝まで1セットも落とすことなく優勝。ツアー5勝目を挙げた。全仏オープンでは第28シードで出場。1回戦でドゥシャン・ラヨビッチに6-4, 6-3, 0-6, 6-2で勝利するも、2回戦でカルロス・アルカラスに4-6, 2-6, 4-6のストレートで敗れた。ハレ・オープンではベスト4入り。準決勝ではアンドレイ・ルブレフに敗れた。ウィンブルドン選手権では第24シードで出場。1回戦で元世界ランキング1位のアンディ・マリーに4-6, 3-6, 7-5, 3-6で敗れた。
ドイツ国際オープンでは準々決勝でラスロ・ジェレに敗れた。ナショナル・バンク・オープンでは3回戦でホベルト・ホルカシュに敗退。ウエスタン・アンド・サザン・オープンではファビオ・フォニーニに初戦敗退。東京五輪ではジョージア代表として出場して、3回戦まで進出。3回戦ではドイツ代表のアレクサンダー・ズベレフに破れた。
全米オープンでは1回戦でセバスチャン・コルダ(相手の途中棄権)、2回戦ではマクシム・クレシーを破り、3回戦進出。3回戦ではライリー・オペルカにストレートで敗れた。BNPパリバ・オープンでは4回戦で第24シードのカレン・ハチャノフ、準々決勝で第2シードのステファノス・チチパスに勝利し、準決勝で第31シードのテイラー・フリッツ、決勝では同じく初のマスターズ1000優勝を目指す第21シードのキャメロン・ノリーに逆転で破れ、ATPマスターズ1000準優勝を飾った。年間最終ランキングは22位。

### 2022年 グランドスラム3回戦進出
ATPカップにはジョージア代表として、2年ぶりに出場するも、ラウンドロビン敗退。

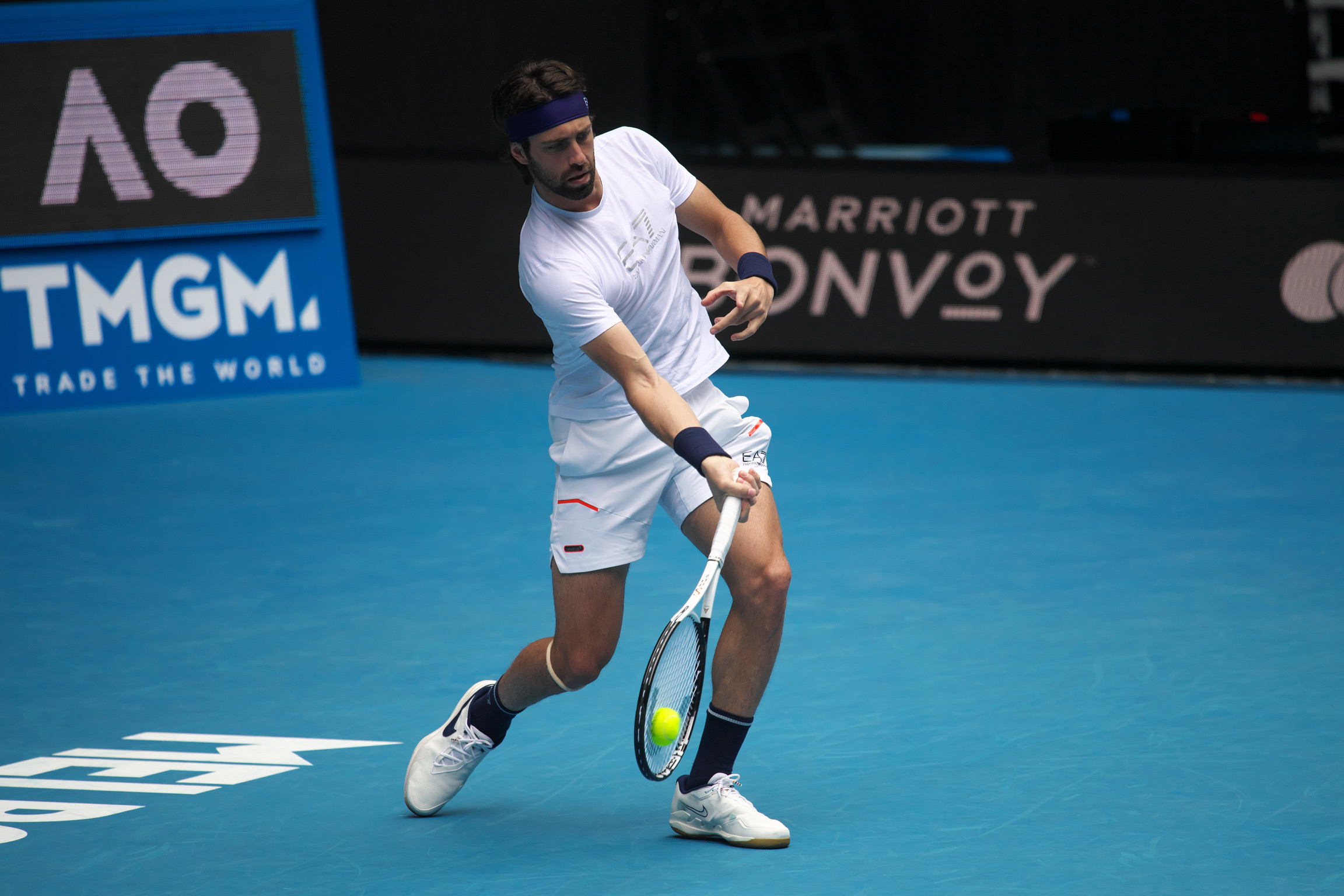
2022年全豪オープンでのニコロズ・バシラシビリ

全豪オープンでは第21シードとして出場するも、アンディ・マリーに1回戦で1-6, 6-3, 4-6, 7-6(5), 4-6のフルセットで惜敗。カタール・エクソンモービル・オープンでは2年連続決勝進出。昨年決勝で下したロベルト・バウティスタ・アグートにリベラルされて準優勝。BNPパリバ・オープンでは3回戦でキャメロン・ノリーに敗退。マイアミ・オープンではジェンソン・ブルックスビーに初戦敗退。

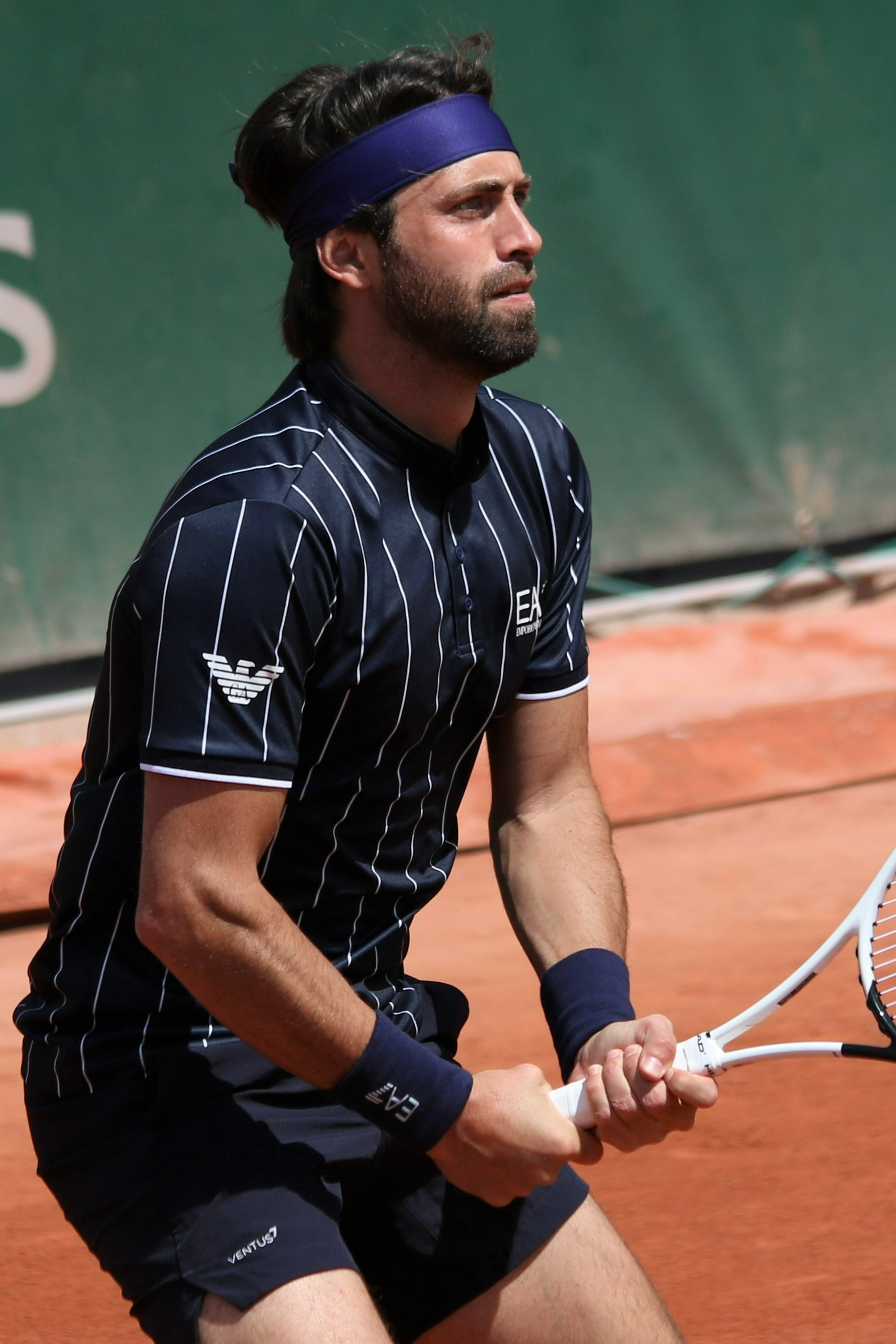
2022年全仏オープンでのニコロズ・バシラシビリ

全仏オープンでは第22シードとして出場して、1回戦でマキシム・クレッシーを3-6, 2-3, 7-6(8), 6-4, 6-4のフルセットで下すも、2回戦でマッケンジー・マクドナルドに3-6, 1-6, 2-6のストレートで敗れた。第22シードで迎えたウィンブルドン選手権では3回戦でティム・ファン・ライトホフェンに4-6, 3-6, 4-6のストレートで敗退。ダブルスでは初の3回戦進出をする。
ウエスタン・アンド・サザン・オープンではマッケンジー・マクドナルドに0-6, 1-6のストレートで惨敗。全米オープンでは第31シードとして出場するも、吴易昺に3-6, 4-6, 0-6のストレートで初戦敗退。パリ・マスターズでは2回戦でロレンツォ・ムゼッティに4-6, 2-6のストレートで敗退。年間最終ランキングは92位。

### 2023年 怪我に見舞われる
全豪オープンでは第8シードのテイラー・フリッツに4-6, 2-6, 6-4, 5-7で初戦敗退。5月のローマ・マスターズでは予選1回戦でのフラビオ・コボッリ戦で怪我による負傷により、2-5の時点で途中棄権を余儀なくされた。全仏オープンでは予選から出場を試みるも、予選敗退となり、5ヶ月間ツアーを離脱する。復帰戦となる10月のハンブルク・チャレンジャーでは初戦敗退なった。シーズン全体的にATPチャレンジャーツアーを中心に参戦するも戦績が芳しくなく、世界ランキングを大幅に下降させた。年間最終ランキングは596位。

### 2024年 チャレンジャー6勝目
3月、世界ランキング1086位で迎えたムルシア・オープンでは予選から勝ち上がり、準決勝では第1シードのアルベルト・ラモス＝ビノラスを6-4, 6-2のストレートで下して、決勝進出。決勝ではエンリケ・ロッチャを6-3, 6-7(0), 5-7の逆転で敗れ、ATPチャレンジャーツアーで2016年以来、8年ぶりの準優勝となり、4月には550位圏内まで世界ランキングが回復した。11月のソウル・チャレンジャーでは決勝進出。決勝では第1シードのダニエル太郎に7-5, 6-4のストレートで破り、8年ぶりにチャレンジャー6勝目を挙げた。年間最終ランキングは215位。

### 2025年
全豪オープンでは予選3試合を通過して本戦出場となるも、ヤクプ・メンシークに1-6, 7-6(3), 3-6, 3-6で初戦敗退。

## ATPツアー決勝進出結果

### シングルス: 9回 (5勝4敗)
| 大会グレード                            |
| グランドスラム (0-0)                    |
| ATPワールドツアー・ファイナル (0-0)     |
| ATPワールドツアー・マスターズ1000 (0-1) |
| ATPワールドツアー・500シリーズ (3-0)    |
| ATPワールドツアー・250シリーズ (2-3)    |

| サーフェス別タイトル |
| ハード (2-2)         |
| クレー (3-1)         |
| 芝 (0-0)             |
| カーペット (0-1)     |

| 結果   | No. | 決勝日         | 大会                 | サーフェス    | 対戦相手                         | スコア        |
| ------ | --- | -------------- | -------------------- | ------------- | -------------------------------- | ------------- |
| 準優勝 | 1.  | 2016年7月23日  | キッツビュール       | クレー        | パオロ・ロレンツィ               | 3–6, 4–6      |
| 準優勝 | 2.  | 2017年2月19日  | メンフィス           | ハード (室内) | ライアン・ハリソン               | 1–6, 4–6      |
| 優勝   | 1.  | 2018年7月29日  | ハンブルク           | クレー        | レオナルド・マイエル             | 6–4, 0–6, 7–5 |
| 優勝   | 2.  | 2018年10月7日  | 北京                 | ハード        | フアン・マルティン・デル・ポトロ | 6–4, 6–4      |
| 優勝   | 3.  | 2019年7月28日  | ハンブルク           | クレー        | アンドレイ・ルブレフ             | 7-5, 4-6, 6-3 |
| 優勝   | 4.  | 2021年3月15日  | ドーハ               | ハード        | ロベルト・バウティスタ・アグート | 7-6(5), 6-2   |
| 優勝   | 5.  | 2021年5月2日   | バイエルン国際       | クレー        | ヤン＝レナード・ストルフ         | 6-4, 7-6(5)   |
| 準優勝 | 3.  | 2021年10月17日 | インディアンウェルズ | ハード        | キャメロン・ノリー               | 6-3, 4-6, 1-6 |
| 準優勝 | 4.  | 2022年2月20日  | ドーハ               | ハード        | ロベルト・バウティスタ・アグート | 3-6, 4-6      |

## 成績
略語の説明
| W | F | SF | QF | #R | RR | Q# | LQ | A | Z# | PO | G | S | B | NMS | P | NH |

W=優勝, F=準優勝, SF=ベスト4, QF=ベスト8, #R=#回戦敗退, RR=ラウンドロビン敗退, Q#=予選#回戦敗退, LQ=予選敗退, A=大会不参加, Z#=デビスカップ/BJKカップ地域ゾーン, PO=デビスカップ/BJKカッププレーオフ, G=オリンピック金メダル, S=オリンピック銀メダル, B=オリンピック銅メダル, NMS=マスターズシリーズから降格, P=開催延期, NH=開催なし.
| 大会           | 2014 | 2015 | 2016 | 2017 | 2018 | 2019 | 2020 | 2021 | 2022 | 通算成績 |
| -------------- | ---- | ---- | ---- | ---- | ---- | ---- | ---- | ---- | ---- | -------- |
| 全豪オープン   | A    | LQ   | 1R   | 1R   | 3R   | 3R   | 2R   | 1R   | 1R   | 5–7      |
| 全仏オープン   | A    | 1R   | 1R   | 3R   | 1R   | 1R   | 1R   | 2R   | 2R   | 4-8      |
| ウィンブルドン | LQ   | 3R   | LQ   | 2R   | 1R   | 2R   | NH   | 1R   | 3R   | 6-6      |
| 全米オープン   | LQ   | 1R   | LQ   | 1R   | 4R   | 3R   | 1R   | 3R   |      | 7-6      |

### 大会最高成績
| 大会                 | 成績 | 年                     |
| -------------------- | ---- | ---------------------- |
| ATPファイナルズ      | A    | 出場なし               |
| インディアンウェルズ | F    | 2021                   |
| マイアミ             | 4R   | 2019                   |
| モンテカルロ         | 1R   | 2017, 2019, 2021, 2022 |
| マドリード           | 2R   | 2022                   |
| ローマ               | 3R   | 2019                   |
| カナダ               | 3R   | 2019                   |
| シンシナティ         | 3R   | 2017                   |
| 上海                 | 3R   | 2019                   |
| パリ                 | 2R   | 2018, 2022             |
| オリンピック         | 3R   | 2021                   |
| デビスカップ         | 2R   | 2017                   |
| ATPカップ            | RR   | 2020, 2022             |